# Guzet
Guzet, ou quelquefois encore Guzet-neige, est une station de sports d'hiver française située dans les Pyrénées, en Ariège. Le nom de la station a désormais évolué à la demande de beaucoup d'acteurs, notamment impliqués dans des démarches de diversification hors saison hivernale.

## La station

### Situation

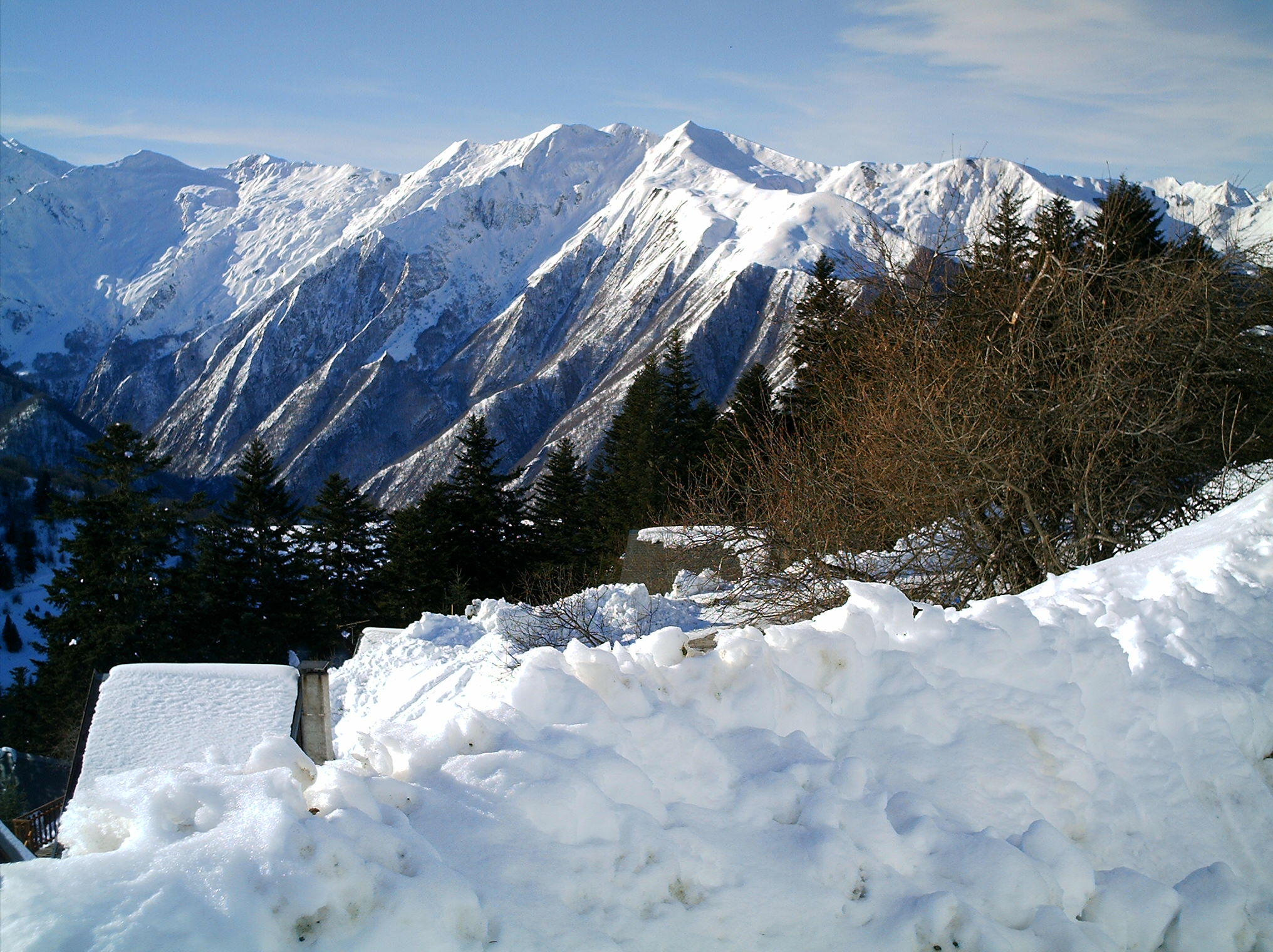
Les Pyrénées vues de Guzet

Guzet est située entre 1 100 m et 2 100 m d'altitude, sur la commune d'Ustou en Ariège, dans le Haut-Salat, au cœur des Pyrénées ariégeoises.
La station est divisée en trois domaines :
- Guzet 1400, grande combe skiable où se situent notamment l’office du tourisme, hébergements, commerces et restaurants.
- Prat-Mataou 1520, plateau où se situent hébergements, chalets, commerces, restaurants, pistes skiables rejoignant notamment le col de Latrape.
- Le Freychet, secteur d'altitude

L'accès se fait par deux vallées : par l'ouest via la vallée d'Ustou, et par l'est en passant par le col de Latrape depuis Aulus-les-Bains.
Le GR 10 traverse la station.

### Historique
Projetée dans les années 1950, la création de la station remonte tout au début des années 1960 par l'installation de remontées mécaniques, et la création de pistes entre le col de Latrape et le sommet de Prat-Mataou. Parallèlement, une route est construite depuis Aulus-les-Bains jusqu'au col de Latrape, puis au sommet de Prat-Mataou par son versant nord-ouest. Des extensions ont ensuite lieu au cours des années 1970 et 1980.

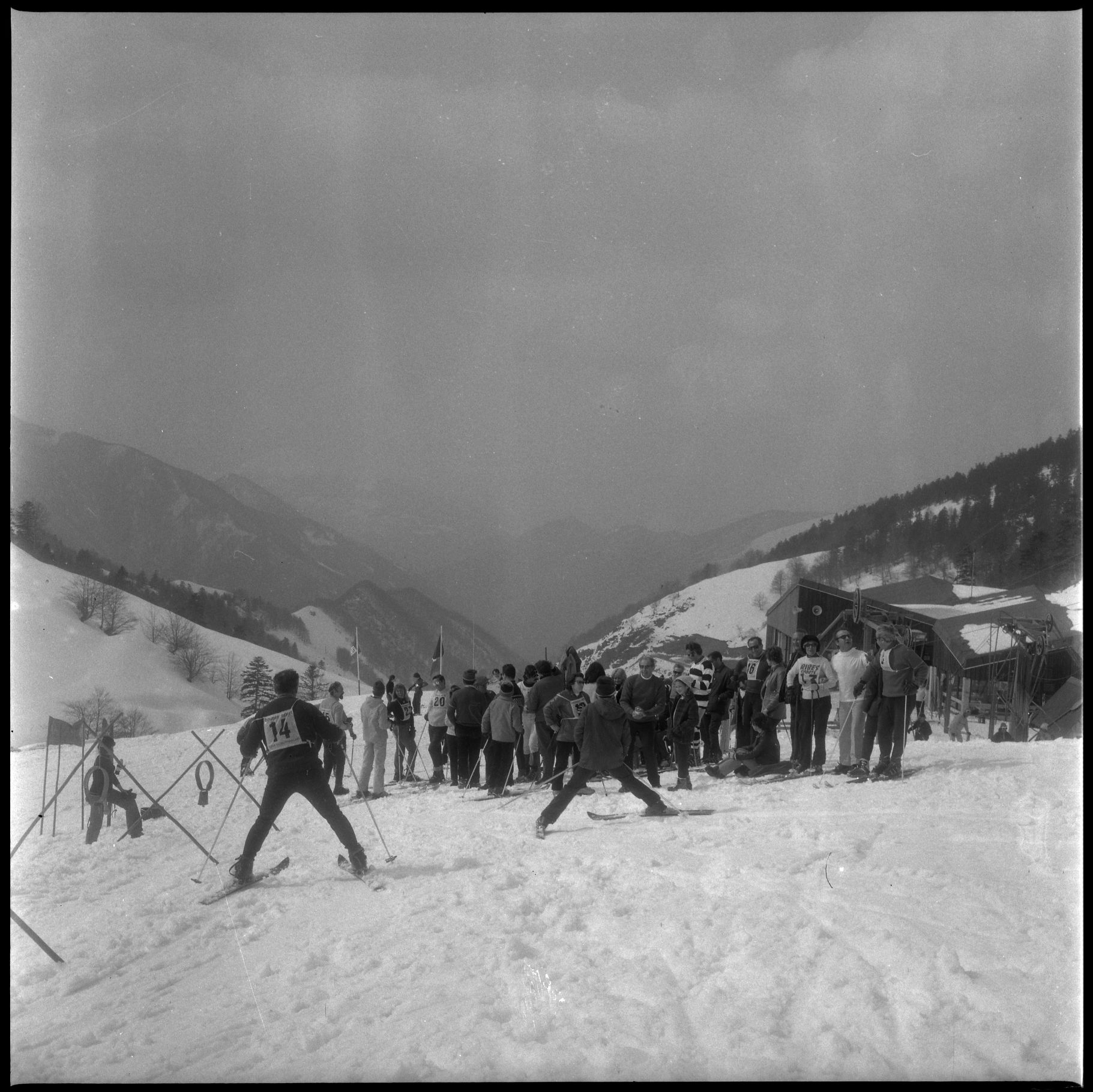
Vue de la station en 1971

Des extensions plus récentes ont été projetées, mais sont restées sans suite après des décisions de justice défavorables. Les travaux de construction d'une piste vers la vallée du Turguilla sont ainsi stoppés en 1990 à la suite d'un recours déposé par le Comité écologique ariégeois. En 2010, un autre projet d'extension autour du pic de Gérac a été rejeté par le tribunal administratif de Toulouse, occasionnant l'incompréhension des élus locaux et des professionnels concernés.
Gérée à ses débuts par le SIALTU (Syndicat intercommunal d’Aulus, la Trappe, Ustou), la station est mise en concession en 1968. Dans les années 1990, le contrat est rompu à la suite de la défaillance du concessionnaire, la station est alors reprise par un syndicat mixte avec la participation du conseil général. De 2007 à 2017, c'est le groupe Altiservice qui gère la station. En juin 2017, l'exploitation de la station est reprise par le syndicat mixte. Cependant, dès le 1er octobre 2018 est mise en place une délégation de service public entre le Syndicat mixte de Guzet et la Savasem, déjà responsable des stations ariégeoises d'Ax-3-Domaines, d'Ascou-Pailhères et des Monts-d'Olmes. Sa maîtrise d'œuvre est engagée pour Guzet sur cinq ans.

### Compétiteurs
Depuis les années 2000, les frères Simon Navarro et Adrien Navarro représentent la station à l'international par leur glisse futuriste et aérodynamique.
Jeune championne de France benjamine de snowboard freestyle dès 2019 et sociétaire de la Familha snowboard de Guzet, Aono Pordié confirme son titre en avril 2022 à Font-Romeu.

### Pistes
Il y a 40 km de pistes, dont :
7 vertes
- Liaison Guzet
- Baby
- Baby 1
- Baby 2
- Bamby
- Muscadet
- Écureuil

10 bleues
- Liaison Prat
- Picou
- Schuss
- Gerac
- Toboggan
- Renards
- Zig
- Souleillous (1&2)
- La trappe

9 rouges
- La trappe
- Coqs
- Vallon Blanc
- Hêtre
- Arrechs
- Myrtilles
- Perdrix
- Rocs
- Cabanes

6 noires
- Arrech
- Combe
- Guzet
- Dome
- Rhododendrons
- Isard

## Luge et activités d'été
Fonctionnelle depuis le 1er août 2018, une luge ("Guzet Express") sur monorail longue de 1,7 km partant de 1750 m d'altitude (au Picou) avec 357 m de dénivelé, initialement prévue en prestation estivale, fonctionne aussi l'hiver sous certaines conditions.
En été, un télésiège permet aux amateurs de la luge "Guzet Express", aux piétons et aux vététistes d’accéder à plusieurs activités (VTT de descente, randonnées, etc.). Récemment, la piste VTT « enduro » (piste noire) a vu le jour ; elle permet de rejoindre La Trappe et Aulus-les-Bains. La remontée s’effectue en navette sur demande. Par ailleurs, l’activité Kart a été mise en place, le départ s’effectuant en navette.

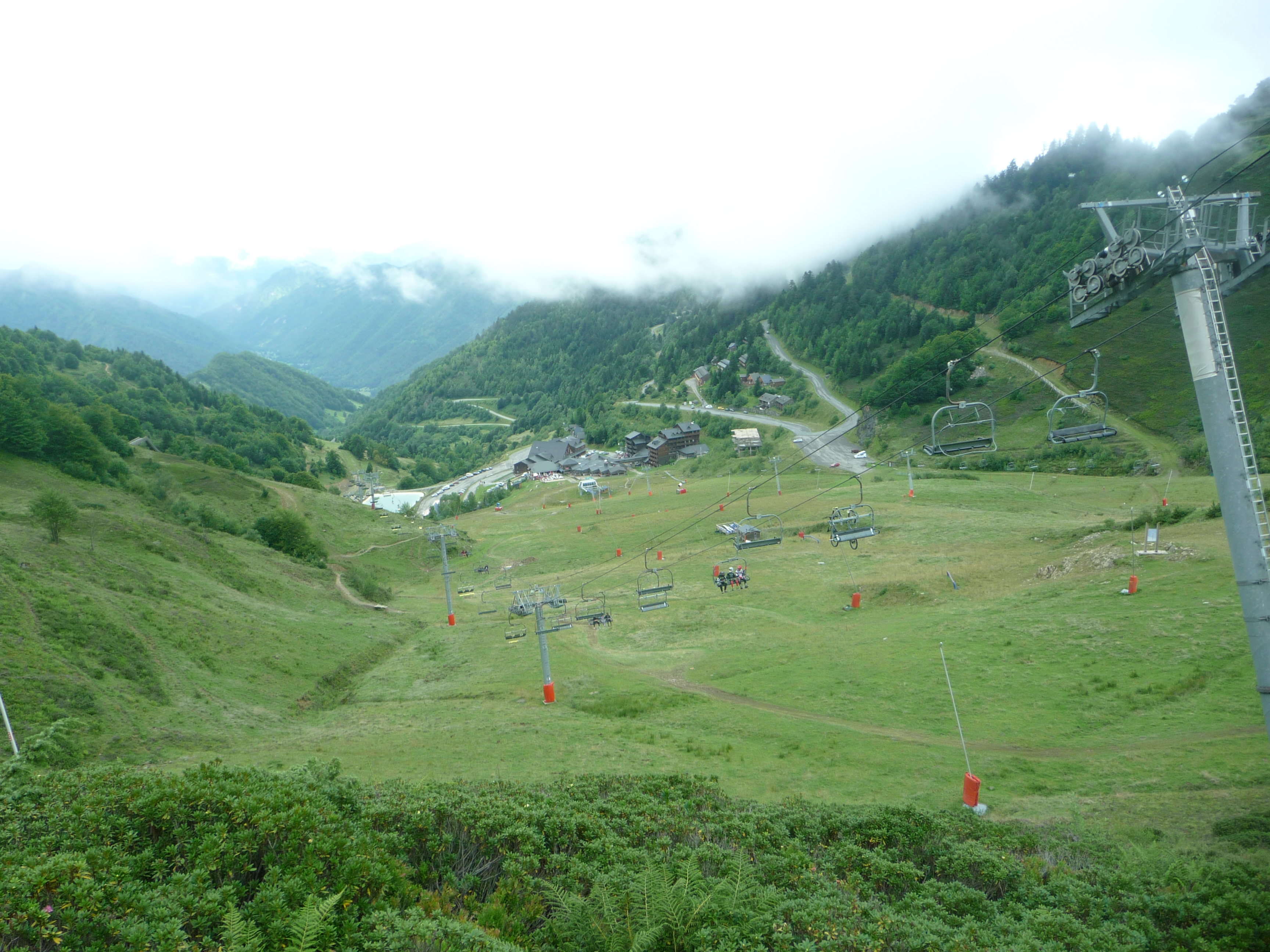
Télésiège du Picou.
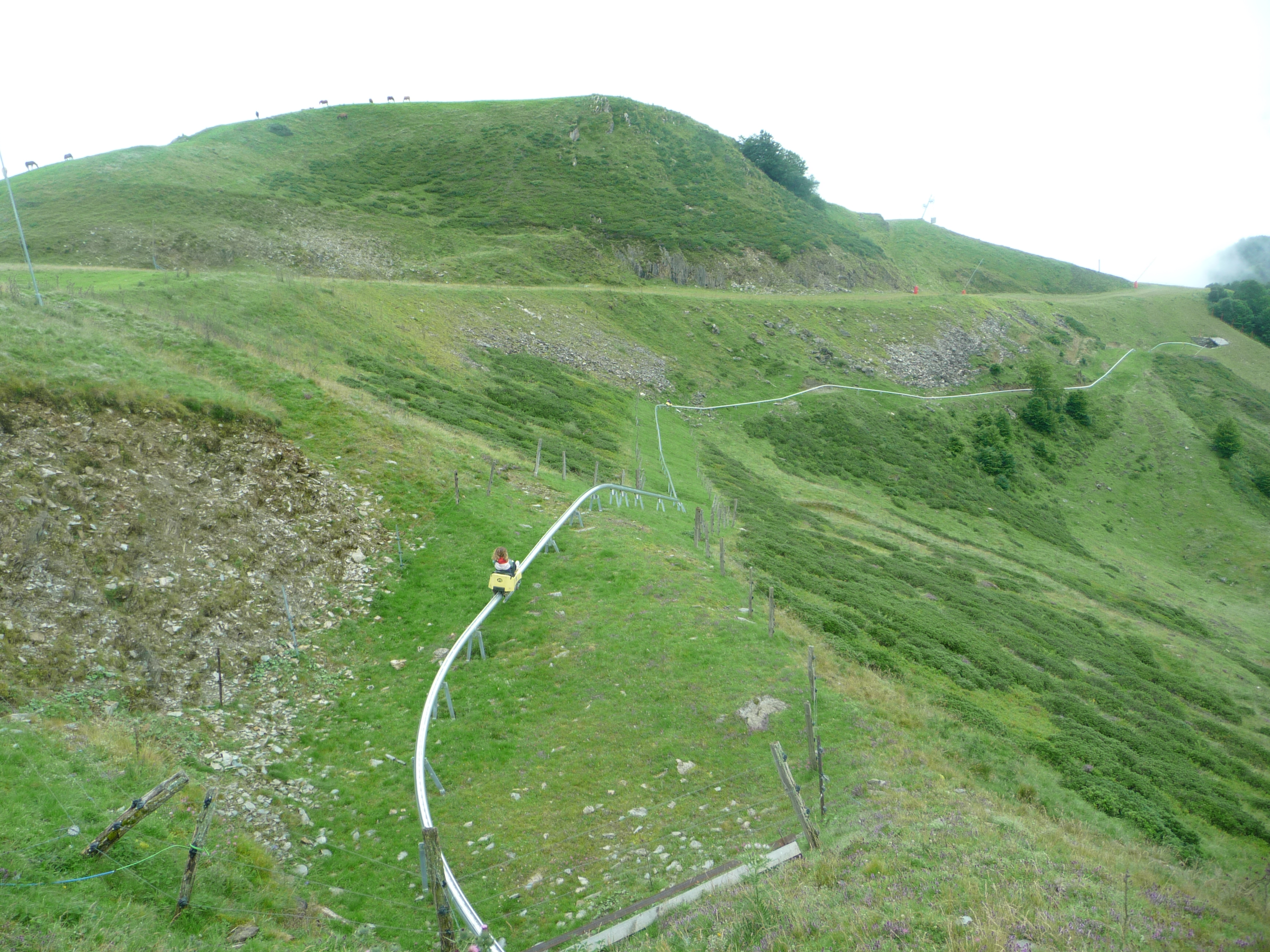
Luge d’été.
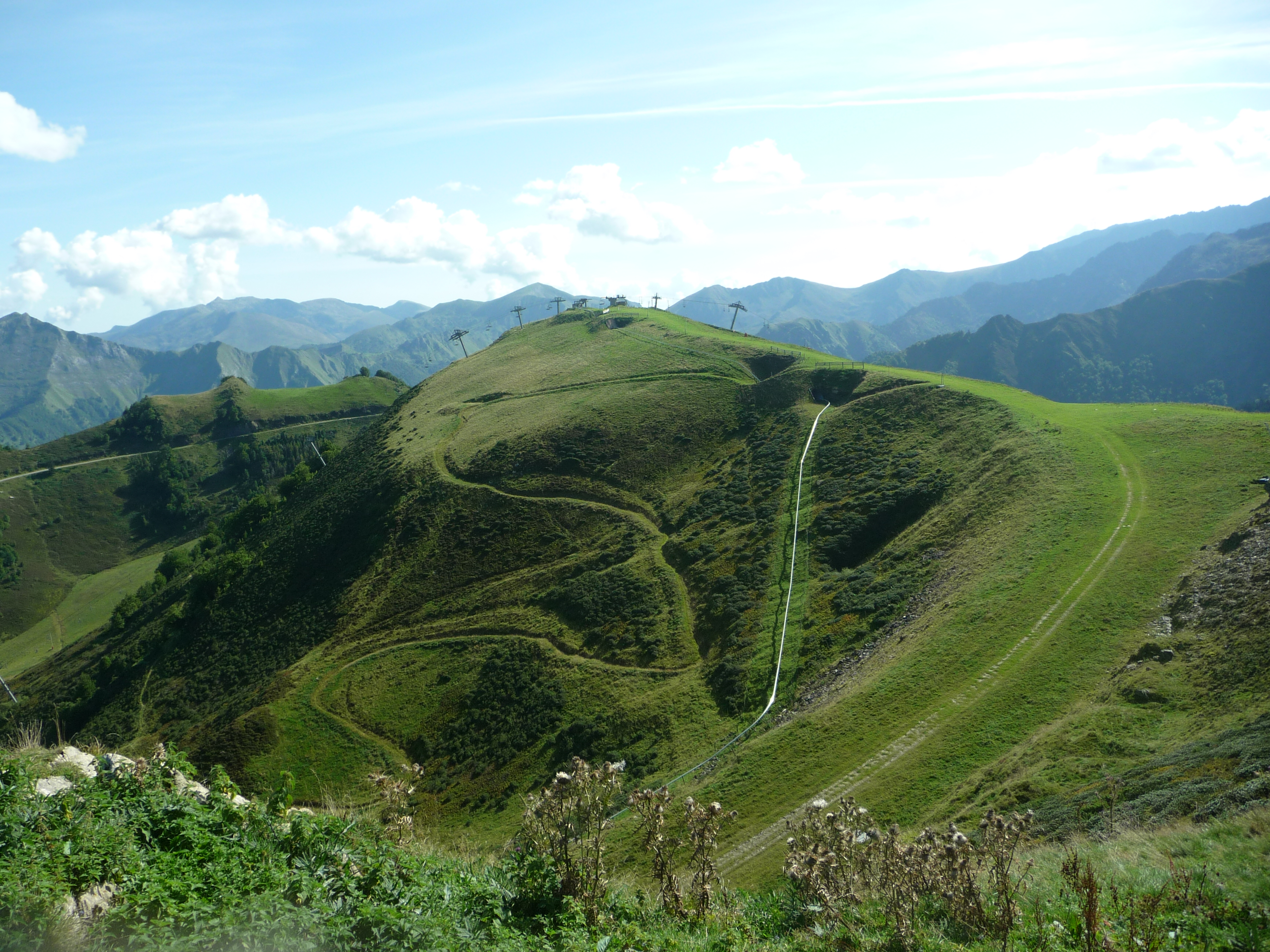
Le Picou de la Mire (1 751 m) au-dessus de la station.

## Cyclisme
Le Tour de France a connu trois arrivées d'étape à Guzet-Neige :
| Année | Étape | Catégorie | 1er au sommet    |
| ----- | ----- | --------- | ---------------- |
| 1995  | 14    | 1         | Marco Pantani    |
| 1988  | 14    | 1         | Massimo Ghirotto |
| 1984  | 11    | 1         | Robert Millar    |

## Astronomie
Proposé par l'association Ciel d'Occitanie et appuyé par la Communauté de communes Couserans-Pyrénées, un observatoire astronomique devrait être installé au Cap de Guzet début 2026,, le projet ayant été retardé par des recours juridiques du comité écologique Ariégeois.

## Économie
- Liaison par autobus liO (ligne 452) vers St-Girons et Boussens (gare SNCF) en saison hivernale[16].
- Meublés touristiques, résidences...
- Restaurants : Le chalet de Beauregard, Le Refuge, Le Graillou, La Grange à Pizzas, le 2 Schuss, Les Souleillous
- Locations de matériel selon la saison
- Randonnée équestre, ski-joring en hiver
- Commerces d’alimentation : Épicerie l’Échoppe du Montagnard Guzet 1400, Supérette Vival by Casino au Prat Mataou Guzet 1520

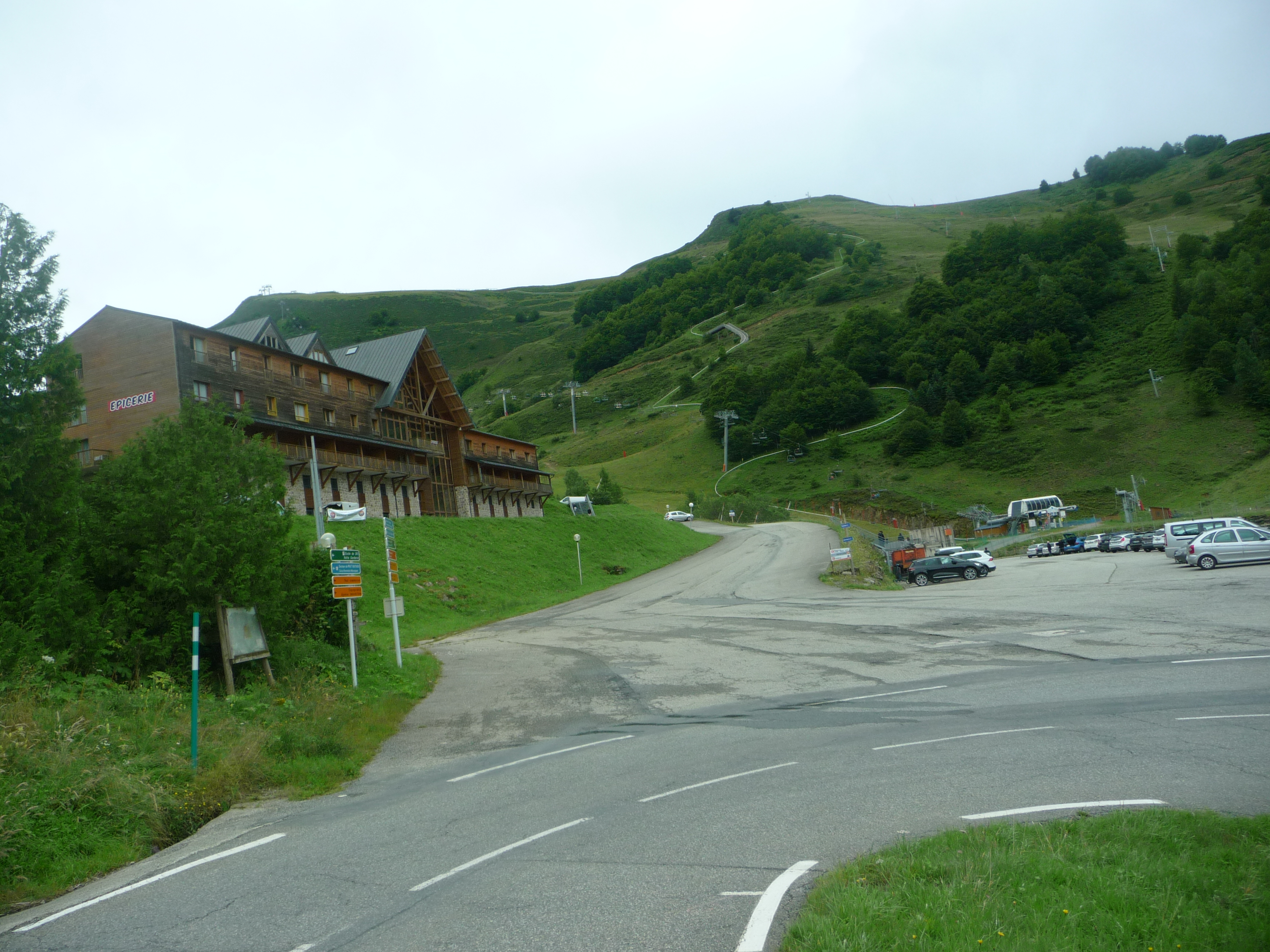
Epicerie et résidence.
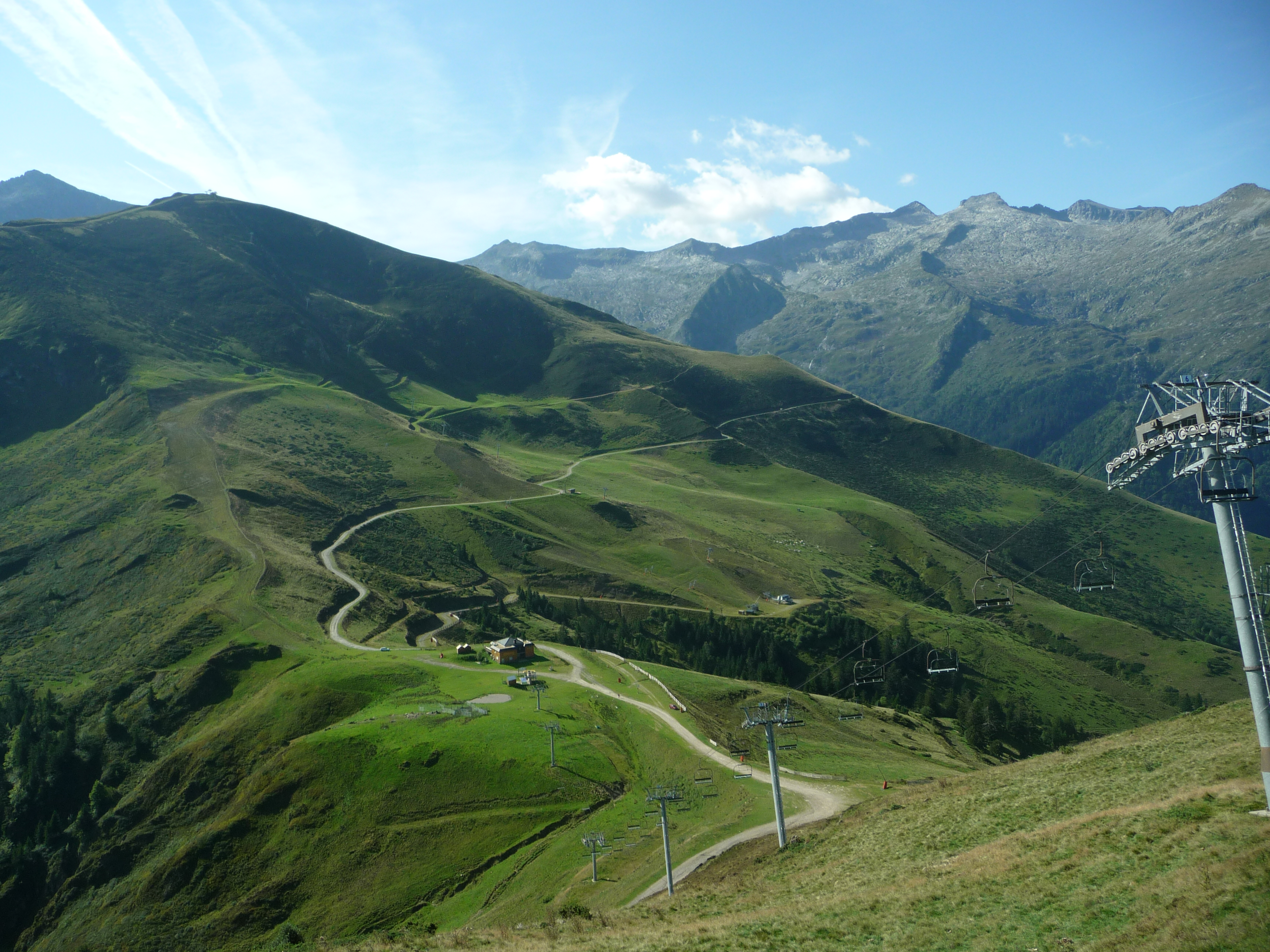
Chalet de Beauregard plus bas vu depuis le Picou de la Mire.
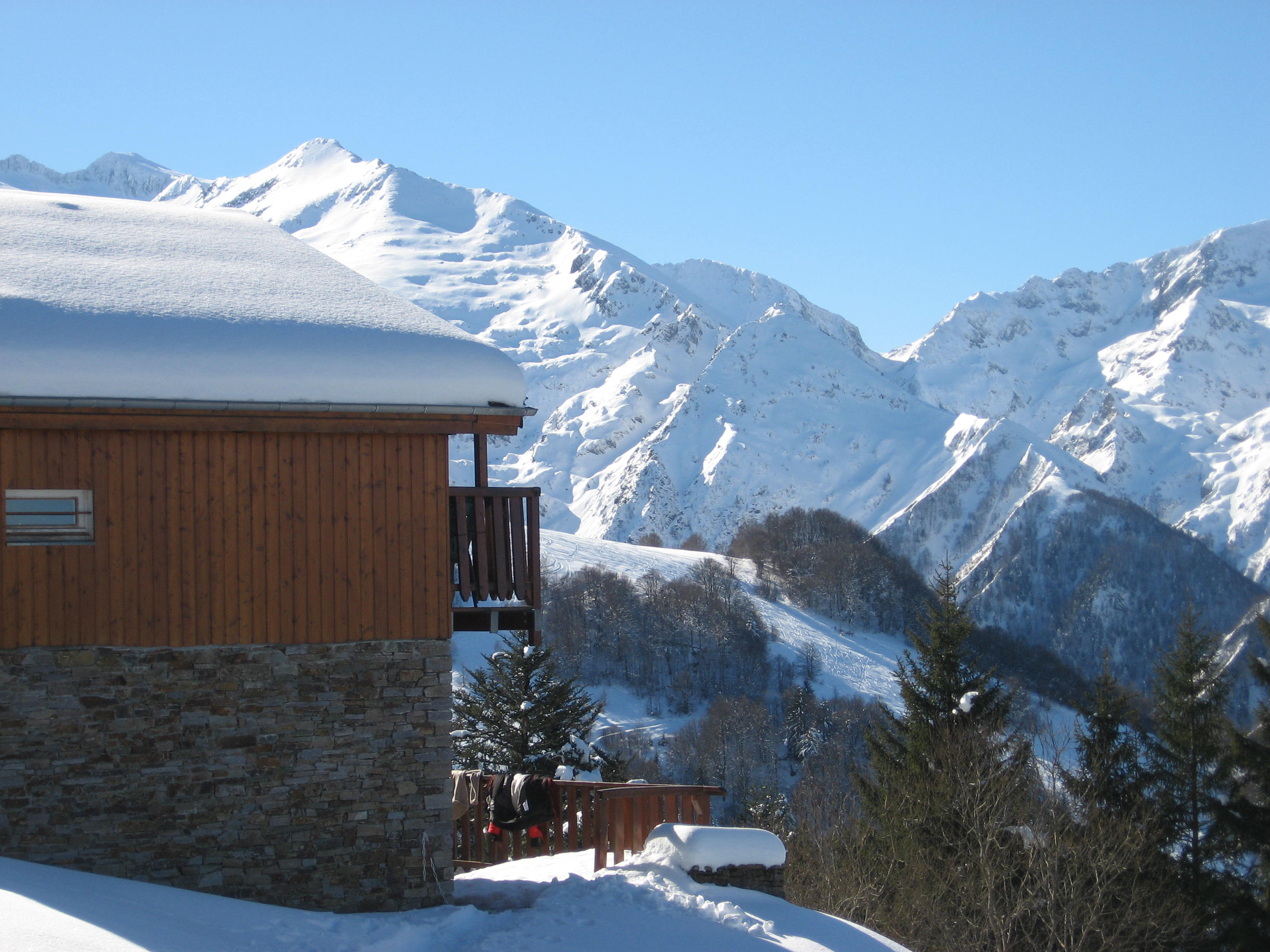
Chalet à Guzet. L'échancrure dans la chaîne est le port de Marterat (2 217 m).